# YouTube Studio
YouTube Studioとは、Googleが提供しているサービスで、YouTuberへ向けたYouTubeのクリエーターツールである。

## YouTube Studioの機能
YouTube Studioでは、自分のチャンネル登録者の確認、高評価や低評価などの比率、コメントなどの確認が出来る。
この機能を活用し、不適切なコメントを制限したり、YouTube Studioから動画を投稿することもできる。
又、著作権に引っかかっていないか、チャンネルのアナリティックスなども閲覧する事も可能。